# Daniel Dvořák (basketbalista)
Daniel Dvořák (* 7. dubna 1977) je český basketbalista hrající Národní basketbalovou ligu za tým USK Praha.
Je vysoký 204 cm, váží 99 kg.

## Kariéra
- 1995 - 2006 : BC Sparta Praha - 11 sezon, umístění: 1x 4. místo (2002), 3x 5. (1996, 2000, 2001), 3x 6. (1998, 2005, 2006), 2x 7. (1999, 2003), 1x 8. (	2004), 1x 9. (1997)
- 2006 - 2007 : USK Praha

## Statistiky
| Sezóna   | Soutěž      | Odehrané minuty | Průměr na zápas | Body | Průměr na zápas |
| -------- | ----------- | --------------- | --------------- | ---- | --------------- |
| 1998/99  | Mattoni NBL | 863.7           | 24.7            | 364  | 10.4            |
| 1999/00  | Mattoni NBL | 988.3           | 27.5            | 390  | 10.8            |
| 2000/01  | Mattoni NBL | 1099.3          | 30.5            | 476  | 13.2            |
| 2001/02  | Mattoni NBL | 828.1           | 25.1            | 346  | 10.5            |
| 2002/03  | Mattoni NBL | 856.2           | 27.6            | 372  | 12.0            |
| 2003/04  | Mattoni NBL | 807.9           | 23.8            | 307  | 9.0             |
| 2004/05  | Mattoni NBL | 743.9           | 21.9            | 282  | 8.3             |
| 2004/05  | Český pohár | 82.8            | 27.6            | 32   | 10.7            |
| 2005/06  | Mattoni NBL | 462.5           | 15.9            | 159  | 5.5             |
| 2006/07* | Mattoni NBL | 353.1           | 17.7            | 126  | 6.3             |

 *Rozehraná sezóna - údaje k 20.1.2007 